# Chauffage de l'eau
 (février 2025).
Motif : Traduction confuse, article à recentrer sur l'Europe Occidentale et la France
Le chauffage de l'eau est un processus de transfert de chaleur qui utilise une source d'énergie pour chauffer l'eau au-dessus de sa température initiale. Les usages domestiques typiques de l'eau chaude comprennent la cuisine, le nettoyage, la baignade (eau chaude sanitaire, ECS) et le chauffage des locaux (fluide caloporteur). Dans l'industrie, l'eau chaude et l'eau chauffée en vapeur ont de nombreux usages (voir aussi l'article « eau d'alimentation de chaudière »).
À la maison, l'eau est traditionnellement chauffée dans des récipients connus sous le nom de bouilloires (en anglais water heaters, kettles, cauldrons, pots, ou coppers), etc.. Ces récipients métalliques qui chauffent une quantité d'eau définie ne produisent pas en continu une eau chauffée à une température prédéfinie. Rarement, l'eau chaude est produite naturellement, généralement à partir de sources chaudes naturelles. La température varie en fonction du taux de consommation, devenant plus froide à mesure que le débit augmente.
Les appareils qui fournissent un approvisionnement continu en eau chaude sont appelés les chauffe-eau, boilers, ballons d'eau chaude, chaudières, échangeurs de chaleur ou calorifères (en anglais water heaters, hot water heaters, hot water tanks, boilers, heat exchangers, geysers, ou calorifiers). Ces noms dépendent de la région et du fait qu'ils chauffent de l'eau potable ou non, qu'ils sont utilisés à des fins domestiques ou industrielles et aussi de leur source d'énergie. Dans les installations domestiques, l'eau potable chauffée pour des usages autres que le chauffage des locaux est également appelée eau chaude sanitaire (ECS) (en anglais domestic hot water - DHW).
Les combustibles fossiles (gaz naturel, gaz de pétrole liquéfié, fioul) ou les combustibles solides sont couramment utilisés pour chauffer l'eau. Ceux-ci peuvent être consommés directement ou peuvent produire de l'électricité qui, à son tour, chauffe l'eau. L'électricité pour chauffer l'eau peut également provenir de n'importe quelle autre source électrique, telle que l'énergie nucléaire ou l'énergie renouvelable. Les énergies alternatives telles que l'énergie solaire, les pompes à chaleur, le recyclage de la chaleur par eau chaude et le chauffage géothermique peuvent également chauffer l'eau, souvent en combinaison avec des systèmes de secours alimentés par des combustibles fossiles ou l'électricité.
Les zones urbaines densément peuplées de certains pays fournissent un chauffage d'eau chaude urbain. C'est particulièrement le cas en Scandinavie, en Finlande et en Pologne. Les réseaux de chaleur urbains fournissent de l'énergie pour le chauffage de l'eau et le chauffage des locaux à partir d'installations de production combinée de chaleur et d'électricité (cogénération, en anglais Combined Heat and Power - CHP), de chaleur résiduelle (en anglais Waste heat) des industries, des incinérateurs, de chauffage géothermique et de chauffage solaire central. Le chauffage réel de l'eau du robinet est effectué dans des échangeurs de chaleur chez les consommateurs. Généralement, le consommateur n'a pas de chauffage d'appoint (in-building backup system) à l'intérieur du bâtiment, en raison de la haute disponibilité attendue des systèmes de chauffage urbain.

-1: Alimentation en eau potable
-2: Départ vers une source externe prioritaire (pompe à chaleur, panneau solaire,...)
-3: Retour chaud du circuit prioritaire
- 4: Pompe, actionneur, contrôleur etc.
- 5: Chaudière d'appoint
- 6: Réservoir de stockage d'eau
- 7: Distribution d'eau chaude

## Types d'appareils de chauffage à eau

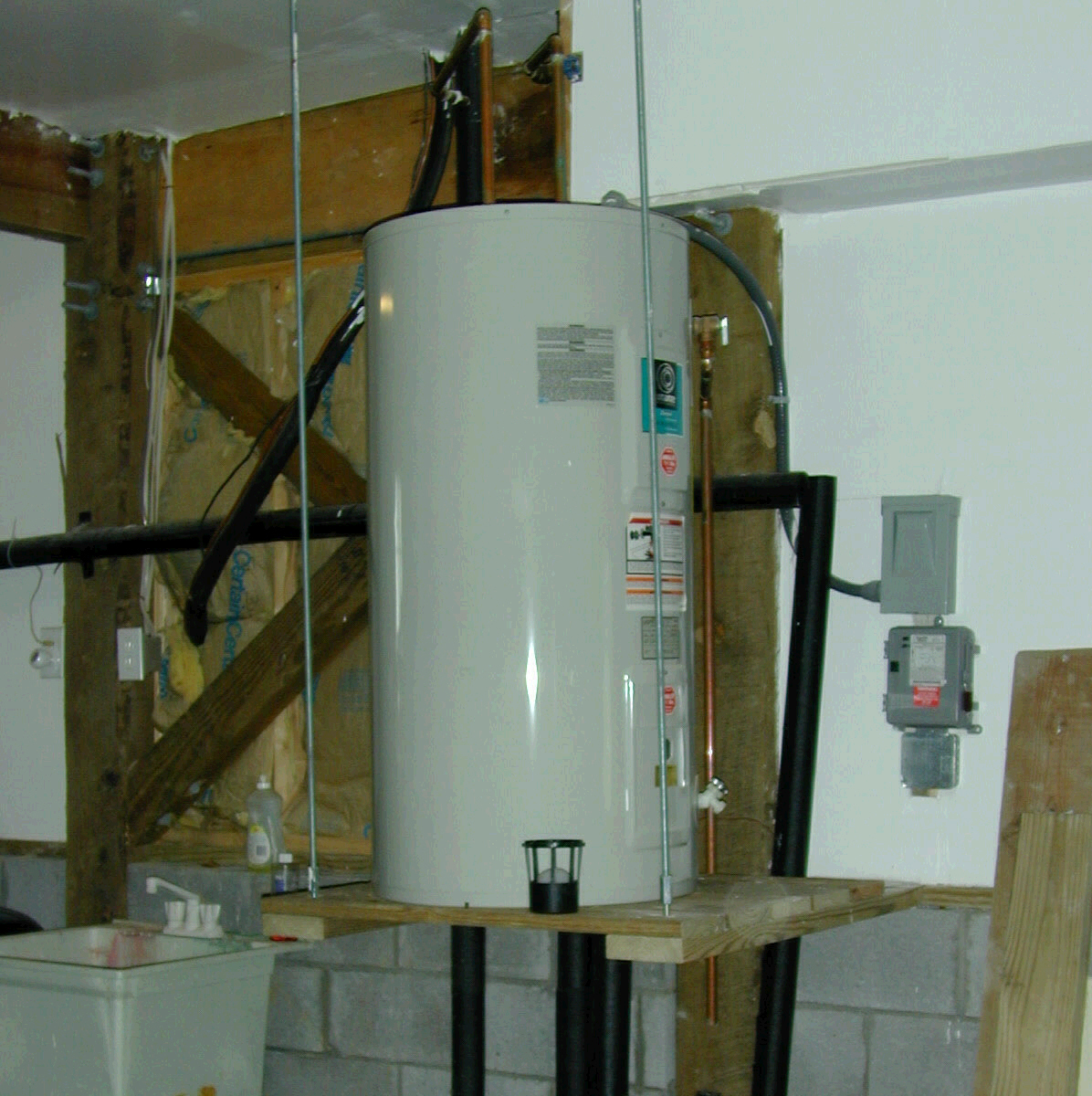
Chauffe-eau électrique de type réservoir (États-Unis)

L'eau chaude utilisée pour le chauffage des locaux peut être chauffée par des combustibles fossiles dans une chaudière, tandis que l'eau potable peut être chauffée dans un appareil séparé. C'est une pratique courante aux États-Unis, surtout lorsque le chauffage des locaux à l'air chaud est habituellement utilisé.

### Chauffe-eau à accumulation (type réservoir)

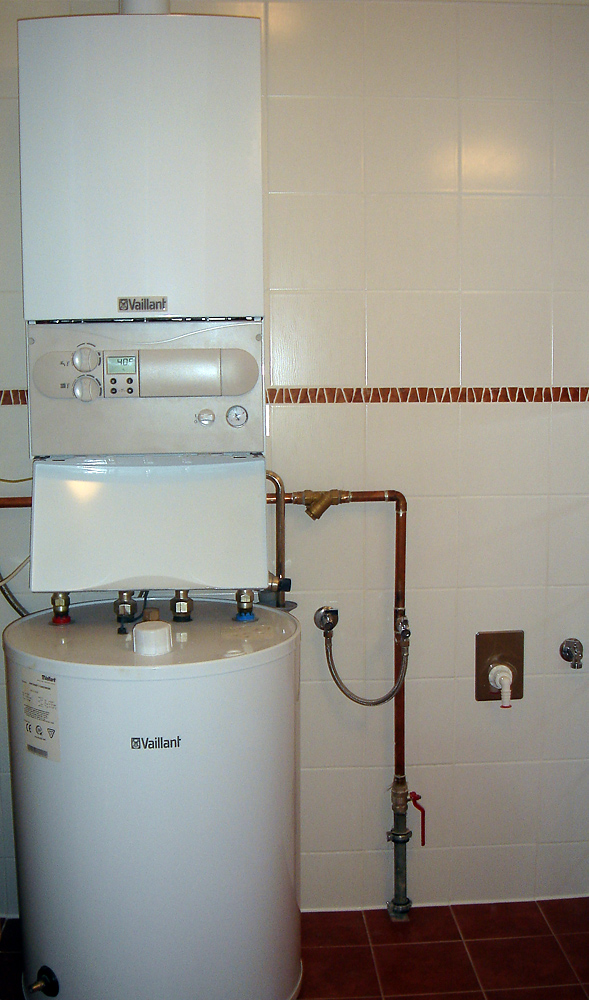
Chauffe-eau au gaz (haut) et chauffe-eau à réservoir (bas) (Allemagne)

Dans un usage domestique et commercial, la plupart des chauffe-eau nord-américains et sud-asiatiques sont du type à réservoir, également appelés chauffe-eau à accumulation. Ils sont constitués d'un récipient cylindrique qui garde l'eau, chaude et prête à l'emploi. Les tailles typiques pour un usage domestique varient de 75 à 400 litres (20 à 100 gallons US). Ceux-ci peuvent utiliser l'électricité, le gaz naturel, le propane, le mazout, l'énergie solaire ou d'autres sources d'énergie. Les appareils de chauffage au gaz naturel sont les plus populaires aux États-Unis et dans la plupart des pays européens, car le gaz est souvent acheminé de façon pratique dans les villages et les villes et est actuellement le moins cher à utiliser. Aux États-Unis, les chauffe-eau à gaz naturel typiques pour les ménages sans besoins inhabituels sont de 40 ou 50 gallons américains avec un brûleur évalué à 34 000 à 40 000 BTU / heure. Certains modèles offrent des émissions selon le label "High Efficiency and Ultra Low NOx".
Ceci est un arrangement populaire où des débits plus élevés sont requis pour des périodes limitées, l'eau est chauffée dans un récipient résistant à la pression qui peut supporter une pression hydrostatique proche de celle de l'alimentation du réseau entrant. En Amérique du Nord, ces réservoirs sont appelés hot water tanks et peuvent comporter un dispositif de chauffage à résistance électrique, une pompe à chaleur ou un brûleur à gaz ou à mazout qui chauffe directement l'eau.
Lorsque des chaudières de chauffage d'eau chaude sont installées, les réservoirs d'eau chaude sanitaire sont généralement chauffées indirectement par l'eau primaire de la chaudière, ou par un thermoplongeur électrique (souvent en appoint à la chaudière). Au Royaume-Uni, ces réservoirs sont appelés indirect cylinders, ou direct cylinders, respectivement. De plus, si ces cylindres font partie d'un système scellé, fournissant de l'eau chaude à pression de réseau, ils sont connus comme des unvented cylinders (cylindres non ventilés). Aux États-Unis, lorsqu'ils sont connectés à une chaudière, ils sont appelés indirect-fired water heaters (chauffe-eau à combustion indirecte).
Comparés aux appareils de chauffage sans réservoir, les chauffe-eau à accumulation ont l'avantage d'utiliser l'énergie (gaz ou électricité) à un rythme relativement lent, stockant la chaleur pour une utilisation ultérieure. L'inconvénient est qu'avec le temps, la chaleur s'échappe de la paroi du réservoir et que l'eau se refroidit, activant le système de chauffage pour réchauffer l'eau, de sorte que l'investissement dans un réservoir avec une meilleure isolation améliore cette efficacité en veille. [2] De plus, quand une utilisation intensive épuise l'eau chaude, il y a un délai important avant que l'eau chaude ne soit à nouveau disponible. Les réservoirs plus grands ont tendance à fournir de l'eau chaude avec moins de fluctuation de température à des débits modérés.
Les chauffe-eau à accumulation de volume (Volume storage water) aux États-Unis et en Nouvelle-Zélande sont généralement des réservoirs cylindriques verticaux, généralement debout sur le plancher ou sur une plate-forme surélevée au-dessus du sol. Les chauffe-eau à accumulation de volume en Espagne sont généralement horizontaux. En Inde, ils sont principalement verticaux. Dans les appartements, ils peuvent être montés dans le plafond au-dessus des buanderies. En Australie, les réchauffeurs de réservoirs extérieurs fonctionnant au gaz et électriques ont été principalement utilisés (avec des températures élevées pour augmenter la capacité effective), mais les réservoirs de toit solaire sont en train de devenir à la mode.
De minuscules chauffe-eau électriques à accumulation au point d'utilisation (POU) d'une capacité de 8 à 32 litres (2 à 6 gallons) sont prévus pour être installés dans les armoires de cuisine et de bain ou sur le mur au-dessus d'un évier. Ils utilisent généralement des éléments chauffants de faible puissance, d'environ 1 kW à 1,5 kW, et peuvent fournir de l'eau chaude assez longtemps pour le lavage des mains ou, si une conduite d'eau chaude est raccordée, jusqu'à ce que l'eau chaude arrive. Ils peuvent être utilisés lors de la rénovation d'un bâtiment lorsque la plomberie eau chaude est trop coûteuse ou peu pratique. Comme ils maintiennent la température de l'eau thermostatiquement, ils ne peuvent fournir qu'un débit continu d'eau chaude à des débits extrêmement faibles, contrairement aux appareils de chauffage de grande capacité  sans réservoir.
Dans les pays tropicaux, comme Singapour et l'Inde, un chauffe-eau à accumulation peut varier de 10 à 35 litres. Des chauffe-eau plus petits sont suffisants, car les températures ambiantes et la température de l'eau entrante sont modérées.

### Point-of-use (POU) vs eau chaude centralisée
En phase conception, une décision de l'emplacement peut être prise entre les chauffe-eau centralisés et les points d'utilisation. Les chauffe-eau centralisés sont plus traditionnels et constituent toujours un bon choix pour les petits bâtiments. Pour les bâtiments plus grands avec une utilisation intermittente ou occasionnelle d'eau chaude, plusieurs chauffe-eau décentralisés peuvent être un meilleur choix, car ils peuvent réduire les longs délais d'attente pour que l'eau chaude arrive d'un système de chauffe distant. La décision de l'emplacement du (des) chauffe-eau(x) n'est que partiellement indépendante de la décision d'un chauffe-eau avec ou sans réservoir, ou le choix de la source d'énergie pour la chaleur.

### Chauffe-eau sans réservoir

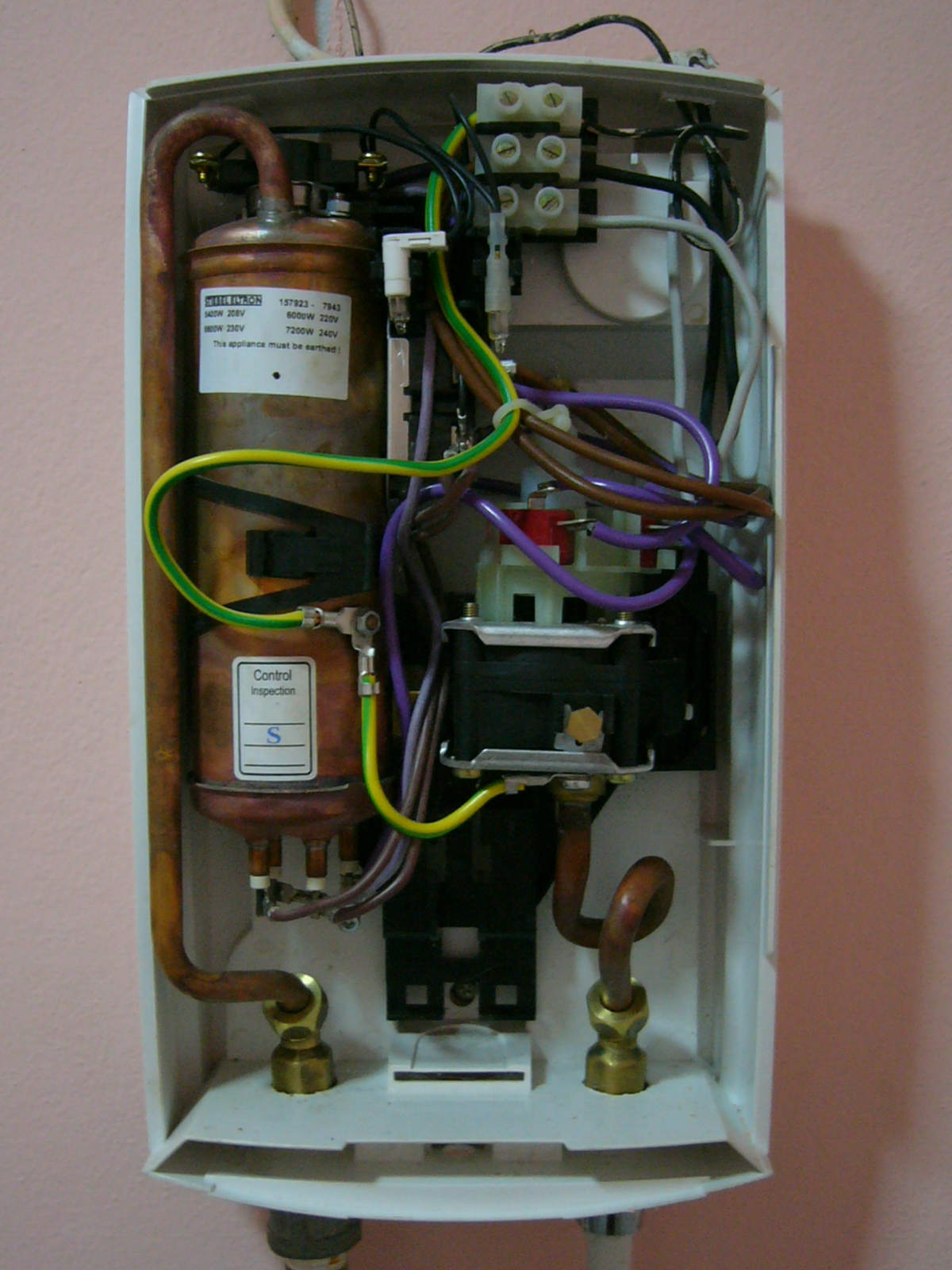
L'intérieur d'un réchauffeur sans réservoir hydraulique à deux étages, chauffé par énergie électrique triphasée. Le réservoir en cuivre contient des éléments chauffants avec 18 kW puissance maximale.

Les chauffe-eau sans réservoir, aussi appelés chauffe-eau instantanés (en anglais, instantaneous, continuous flow, inline, flash, on-demand ou instant-on water heaters) - chauffe-eau à haute puissance - chauffent l'eau instantanément pendant qu'elle traverse le dispositif, et ne stockent pas l'eau intérieurement excepté celle qui est dans le circuit d'échange de chaleur. Les échangeurs de chaleur en cuivre sont préférés dans ces unités en raison de leur conductivité thermique élevée et de leur facilité de fabrication.
Des appareils de chauffage sans réservoir peuvent être installés dans un foyer à plusieurs points d'utilisation (point of use - POU), loin d'un chauffe-eau central, ou des modèles centralisés plus grands peuvent toujours être utilisés pour fournir tous les besoins en eau chaude d'une maison entière. Les principaux avantages des chauffe-eau sans réservoir sont un débit continu abondant d'eau chaude (par rapport à un débit limité d'eau chaude chauffée en continu à partir de chauffe-eau conventionnels) et des économies d'énergie potentielles dans certaines conditions. Le principal inconvénient est leur coût initial beaucoup plus élevé, selon une étude américaine réalisée dans le Minnesota, les chauffe-eau sans réservoir impliquent une période amortissement de 20 à 40 ans. Comparativement à un chauffe-eau au gaz naturel moins efficace, le gaz naturel à la demande coûtera 30 % de plus pendant sa durée de vie utile.
Les appareils autonomes pour le chauffage rapide de l'eau à usage domestique sont connus :
- en Amérique du Nord comme tankless ou on demand water heaters. Dans certains endroits, ils sont appelés appareils de chauffage multipoints  multipoint heaters, geysers ou ascots.
- En Australie et en Nouvelle-Zélande, on les appelle des instantaneous hot water units (unités d'eau chaude instantanées).
- En Argentine, ils sont appelés calefones . Dans ce pays, les calefones utilisent du gaz au lieu de l'électricité. Un appareil à bois semblable était connu sous le nom de chip heater chauffage à copeaux.

Une installation commune où le chauffage des pièces et de l'eau chaude est employé, opte pour une chaudière pour également chauffer l'eau potable, fournissant un approvisionnement continu d'eau chaude sans équipement supplémentaire. Les appareils qui peuvent fournir à la fois du chauffage et de l'eau chaude sanitaire sont appelés chaudières mixtes (combination ou combi boilers en anglais). Bien que les appareils de chauffage à la demande fournissent un approvisionnement continu en eau chaude sanitaire, la vitesse à laquelle ils peuvent le produire est limitée par la thermodynamique de l'eau de chauffage à partir des sources de combustible disponibles.

### Pommeaux de douche électriques

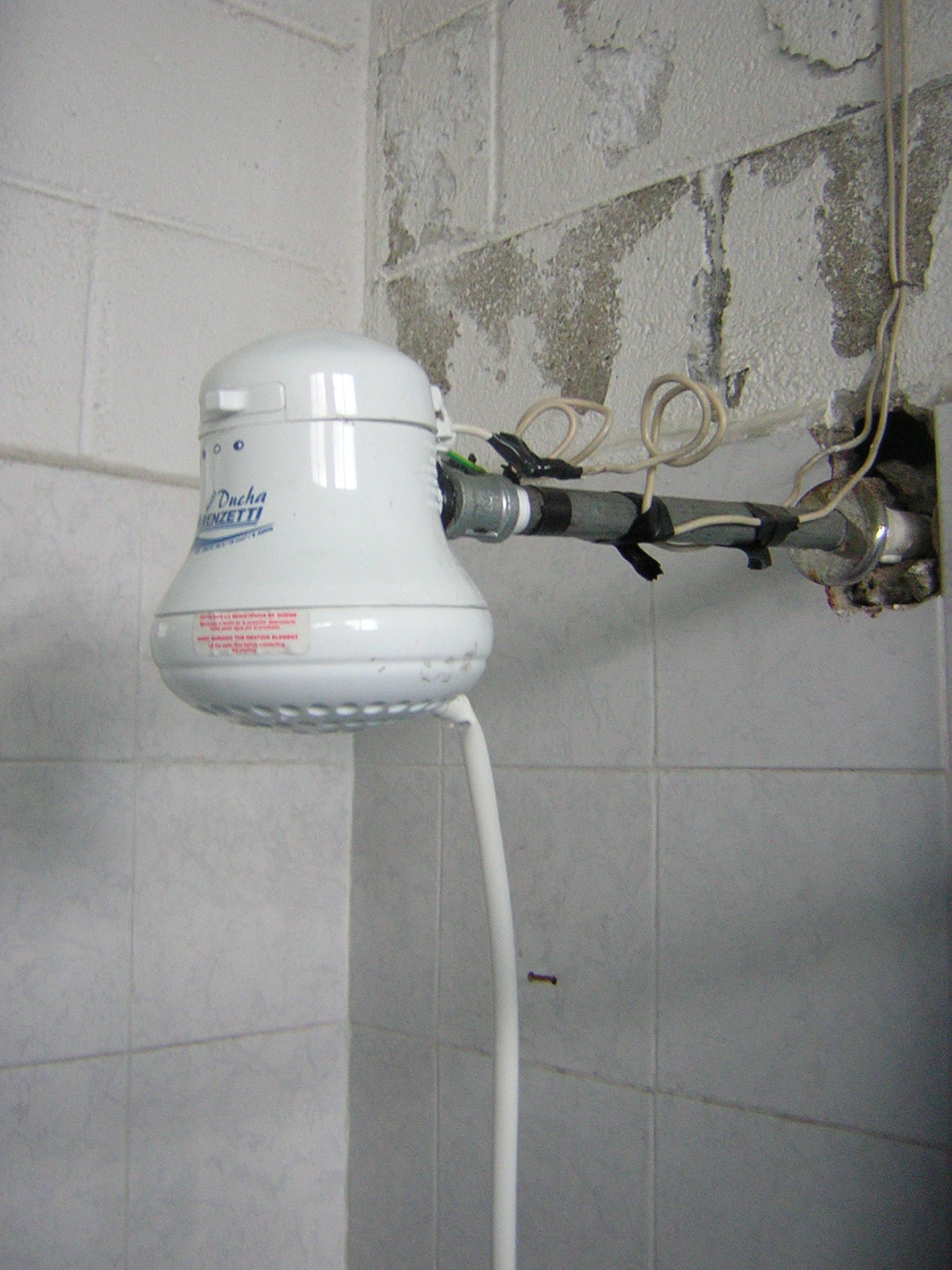
Un exemple de pomme de douche électrique dangereusement installée au Guatemala.

Une pomme de douche électrique possède un élément chauffant électrique qui chauffe l'eau lorsqu'elle passe au travers. Ces pommes de douche auto-chauffantes sont des chauffe-eau sans réservoir décentralisés (POU) et sont largement utilisées dans certains pays.
Inventée au Brésil dans les années 1930 et utilisée fréquemment depuis les années 1940, la douche électrique est un appareil ménager souvent vu dans les pays d'Amérique du Sud en raison des coûts plus élevés de la distribution du gaz. Les modèles antérieurs étaient en cuivre chromé ou en laiton, ce qui était cher, mais depuis 1970, les unités en plastique injecté sont populaires en raison de prix bas similaires à ceux d'un sèche-cheveux. Les douches électriques ont un système électrique simple, fonctionnant comme une cafetière, mais avec un plus grand débit d'eau. Un interrupteur de débit allume l'appareil lorsque l'eau le traverse. Une fois l'eau arrêtée, l'appareil s'éteint automatiquement. Une douche électrique ordinaire a souvent trois réglages de puissance : haute (5,5 kW), faible (2,5 kW) ou froide (0 W) à utiliser quand un système de chauffage central est disponible ou pendant les saisons chaudes.

#### Consommation d'énergie
La consommation électrique des douches électriques avec réglage de chauffage maximum est d'environ 5,5 kW pour 120 V et 7,5 kW pour 220 V. Les coûts inférieurs des douches électriques comparés aux coûts plus élevés des chaudières sont dus à l'heure d'utilisation: avec une douche électrique, l'énergie est seulement employée pendant que l'eau coule, tandis qu'une chaudière fonctionne plusieurs fois par jour pour garder une quantité d'eau stagnante chaude pendant toute la journée et toute la nuit. De plus, le transfert d'énergie électrique à l'eau dans une pomme de douche électrique est très efficace, approchant 100 %. Les douches électriques peuvent économiser de l'énergie par rapport aux chaudières à réservoir électriques, qui perdent de la chaleur en attente.

#### Sécurité
Il y a une large gamme de douches électriques, avec différents types de commandes de chauffage. L'élément chauffant d'une douche électrique est immergé dans le courant d'eau, en utilisant un élément de résistance de nichrome gainé et isolé électriquement, comme ceux utilisés dans les radiateurs à huile, les radiateurs ou les fers à repasser, assurant sécurité. En raison des normes de sécurité électrique, les douches électriques modernes sont faites de plastique au lieu d'utiliser des boîtiers métalliques comme par le passé. Comme un appareil électrique qui utilise plus de courant électrique qu'une laveuse ou une sécheuse, une installation de douche électrique nécessite une planification minutieuse, et est généralement destinée à être câblée directement à partir du boîtier de distribution électrique avec un disjoncteur et un système de mise à la terre. Un système mal installé avec de vieux fils en aluminium ou de mauvaises connexions peut être dangereux, car les fils peuvent surchauffer ou le courant électrique peut fuir par le filet d'eau à travers le corps de l'utilisateur jusqu'à la terre.

### Chauffe-eau solaires

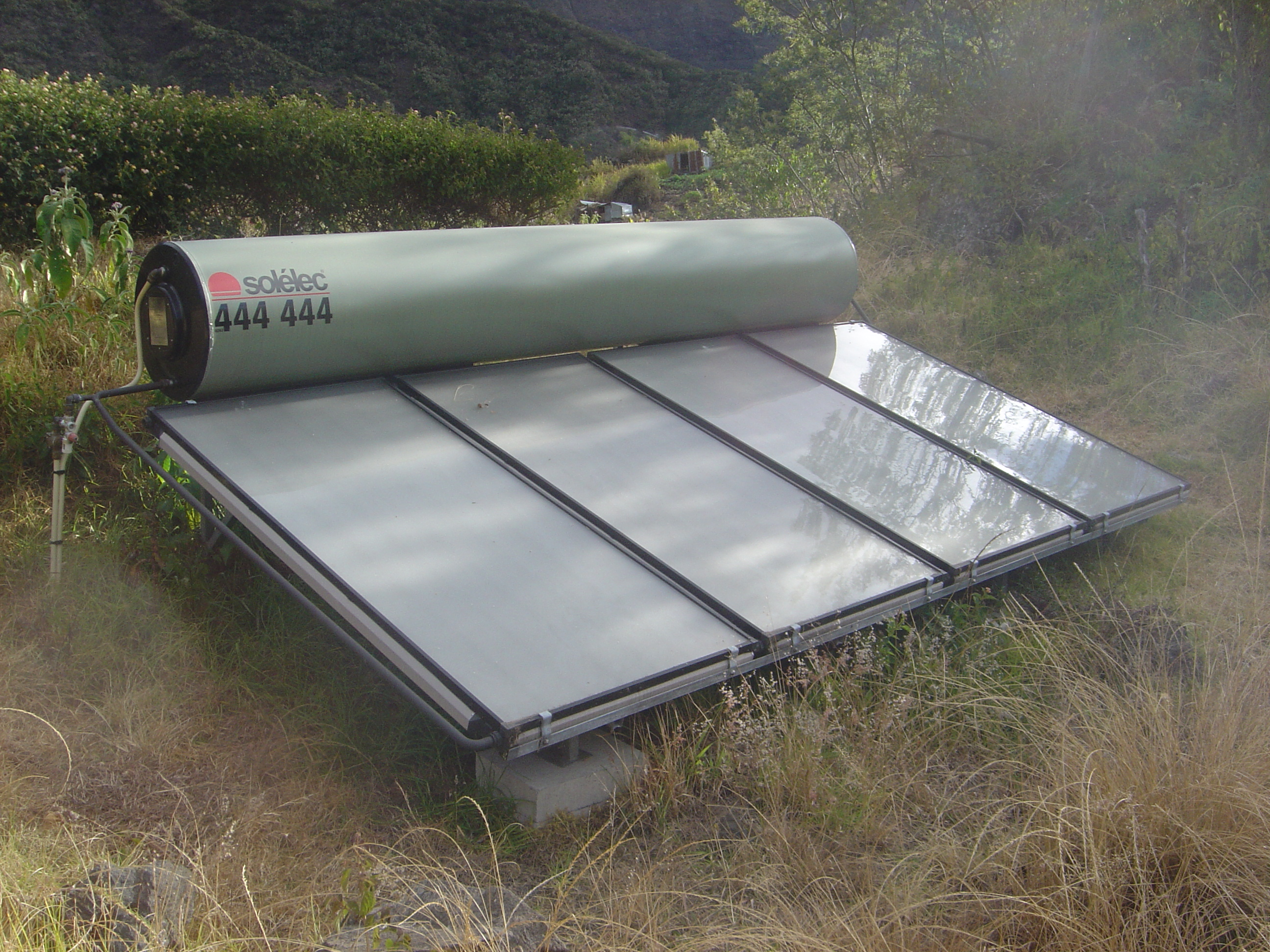
Panneaux de chauffage solaire à gain direct avec réservoir de stockage intégré

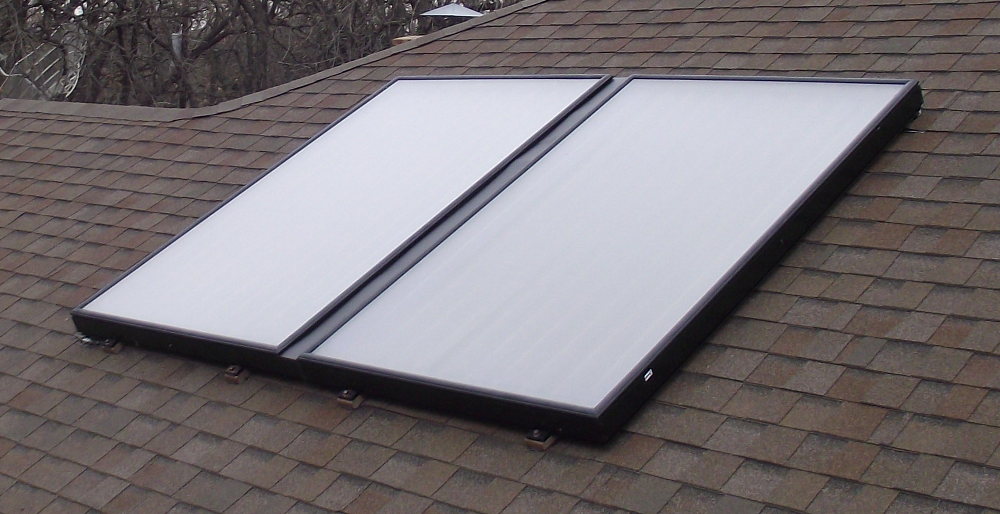
Capteur solaire thermique plat, vu du niveau du toit

De plus en plus, les chauffe-eau à énergie solaire sont utilisés. Leurs capteurs solaires sont installés à l'extérieur des habitations, généralement sur le toit ou les murs ou à proximité, et le réservoir d'eau chaude sanitaire est généralement un chauffe-eau conventionnel préexistant ou neuf, ou un chauffe-eau spécialement conçu pour le solaire thermique.
Les modèles les plus basiques sont les systèmes direct, dans lesquels l'eau potable est directement envoyée dans le collecteur. Beaucoup de ces systèmes utilisent le terminologie anglaise integrated collector storage (ICS), le collecteur et le ballon de stockage étant directement intégrés dans une seule et même unité. Chauffer l'eau directement est intrinsèquement plus efficace que de la chauffer indirectement via des échangeurs de chaleur, mais ces systèmes offrent une protection contre le gel très limitée (le cas échéant), peuvent facilement chauffer l'eau à des températures domestiques dangereuses et les systèmes ICS souffrent de perte de chaleur les nuits froides et les jours froids et nuageux.
En revanche, les systèmes à circuit fermé ou indirect (en anglais indirect or closed-loop systems) n'autorisent pas le passage de l'eau potable à travers les panneaux, mais pompent plutôt un fluide caloporteur (eau ou mélange eau/antigel) à travers les panneaux. Après avoir recueilli la chaleur dans les panneaux, le fluide caloporteur s'écoule à travers un échangeur de chaleur, transférant sa chaleur à l'eau chaude potable. Lorsque les panneaux sont plus froids que le réservoir de stockage ou lorsque le réservoir de stockage a déjà atteint sa température maximale, le contrôleur des systèmes en boucle fermée arrête la pompe de circulation. Dans un système de auto-vidangeable (en anglais drainback), l'eau s'écoule dans un réservoir de stockage contenu dans un espace conditionné ou semi-conditionné, protégé des températures basses et du gel. Avec les systèmes antigel, cependant, la pompe doit fonctionner si la température du panneau devient trop élevée (pour éviter la dégradation de l'antigel) ou trop froide (pour empêcher le mélange eau/antigel de geler).
Les capteurs plans sont généralement utilisés dans les systèmes en boucle fermée. Les panneaux plans, qui ressemblent souvent à des fenêtres rampantes, sont le type de collecteur le plus durable et ils offrent également les meilleures performances pour les systèmes conçus pour des températures moyennes du fluide caloporteur situées entre 30 et 60 °C. Les panneaux plans sont régulièrement utilisés dans les systèmes d'eau pure et employant un antigel.
Un autre type de capteur solaire est le collecteur à tubes sous vide, conçu pour les climats froids qui ne connaissent pas de grêle sévère et/ou des applications nécessitant des températures plus élevées. Placés dans un châssis, les collecteurs à tubes sous vide forment une rangée de tubes de verre contenant chacun des ailettes d'absorption fixées à une tige conductrice de chaleur centrale (en cuivre ou à condensation). La description sous-vide fait référence au vide créé dans les tubes de verre pendant le processus de fabrication, ce qui entraîne des pertes de chaleur très faibles et permettent aux systèmes de tubes sous-vide d'atteindre des températures extrêmes, bien au-delà du point d'ébullition de l'eau.

### Chauffage par géothermie
Dans des pays comme l'Islande et la Nouvelle-Zélande, et d'autres régions volcaniques, le chauffage de l'eau peut être fait en utilisant la géothermie, plutôt que la combustion.

### Système alimenté par gravité
Lorsqu'une chaudière pour le chauffage des pièces est utilisée, l'installation traditionnelle au Royaume-Uni consiste à utiliser l'eau chauffée par la chaudière (primaire - primary)  pour chauffer l'eau potable (en anglais secondary) contenue dans un récipient cylindrique (généralement en cuivre) qui est fournie par un récipient ou récipient de stockage d'eau froide, généralement dans l'espace de toit du bâtiment. Cela produit une alimentation assez régulière en eau chaude sanitaire (ECS) à basse pression statique mais généralement avec un bon débit. Dans la plupart des autres parties du monde, les appareils de chauffage à eau n'utilisent pas de récipient ou de réservoir de stockage d'eau froide, mais chauffent l'eau à des pressions proches de celles entrantes du réseau d'alimentation en eau.

### D'autres améliorations
Parmi les autres améliorations apportées aux chauffe-eau, mentionnons les dispositifs de clapet anti-retour à l'entrée et à la sortie, les minuteries, l'allumage électronique dans le cas des modèles utilisant un combustible, les systèmes d'admission d'air scellés. Les types de systèmes d'admission d'air scellés (sealed air-intake, band-joist en anglais). Les unités de condensation « haute efficacité » peuvent convertir jusqu'à 98 % de l'énergie du combustible en chauffage de l'eau. Les gaz d'échappement de la combustion sont refroidis et sont ventilés mécaniquement soit par le toit, soit à travers un mur extérieur. Pour les rendements de combustion élevés, un drain doit être fourni pour traiter l'eau condensée des produits de combustion, qui sont principalement du dioxyde de carbone et de la vapeur d'eau.
Dans la plomberie traditionnelle au Royaume-Uni, la chaudière de chauffage est mise en place pour chauffer une bouteille d'eau chaude séparée ou un chauffe-eau pour l'eau chaude sanitaire. De tels chauffe-eau sont souvent équipés d'un thermoplongeur électrique auxiliaire à utiliser si la chaudière est inactive pendant un certain temps. La chaleur provenant de la chaudière de chauffage est transférée au réservoir/récipient du chauffe-eau au moyen d'un échangeur de chaleur, et la chaudière fonctionne à une température plus élevée que celle de l'eau chaude sanitaire. La plupart des chauffe-eau en Amérique du Nord sont complètement séparés des appareils de chauffage des locaux, en raison de la popularité des systèmes HVAC/ air pulsé en Amérique du Nord.
Les chauffe-eau à combustion résidentiels fabriqués depuis 2003 aux États-Unis ont été repensés pour résister à l'ignition des vapeurs inflammables et incorporer un interrupteur de coupure thermique, conformément à la norme ANSI Z21.10.1. La première caractéristique vise à empêcher l'inflammation des vapeurs de liquides et de gaz inflammables à proximité de l'appareil de chauffage et ainsi provoquer un incendie ou une explosion dans la maison. La deuxième caractéristique empêche la surchauffe du réservoir en raison de conditions de combustion inhabituelles. Ces exigences de sécurité ont été imposées aux propriétaires qui entreposaient ou déversaient de l'essence ou d'autres liquides inflammables à proximité de leurs chauffe-eau et qui provoquaient des incendies. Étant donné que la plupart des nouvelles conceptions incorporent un certain type de pare-flammes, elles doivent être surveillées pour s'assurer qu'elles ne sont pas obstruées par de la poussière ou de la charpie, ce qui réduit la disponibilité de l'air pour la combustion. Si le pare-flammes se colmate, la coupure thermique peut entraîner l'arrêt du chauffage.
Un poêle humide (NZ - wetback stove, NZ-wetback heater, ou UK - back boiler), est un simple chauffe-eau secondaire domestique utilisant la chaleur accidentelle. Il se compose généralement d'un tuyau d'eau chaude qui se trouve derrière une cheminée ou un poêle (plutôt qu'un réservoir d'eau chaude) et qui ne permet pas de limiter le chauffage. Les wetbacks modernes peuvent conduire le tuyau dans une conception plus sophistiquée pour faciliter l'échange de chaleur. Ces conceptions sont en train d'être éliminées par les réglementations d'efficience énergétiques du gouvernement qui ne comptabilisent pas l'énergie utilisée pour chauffer l'eau comme l'étant de manière «efficiente».

## Histoire

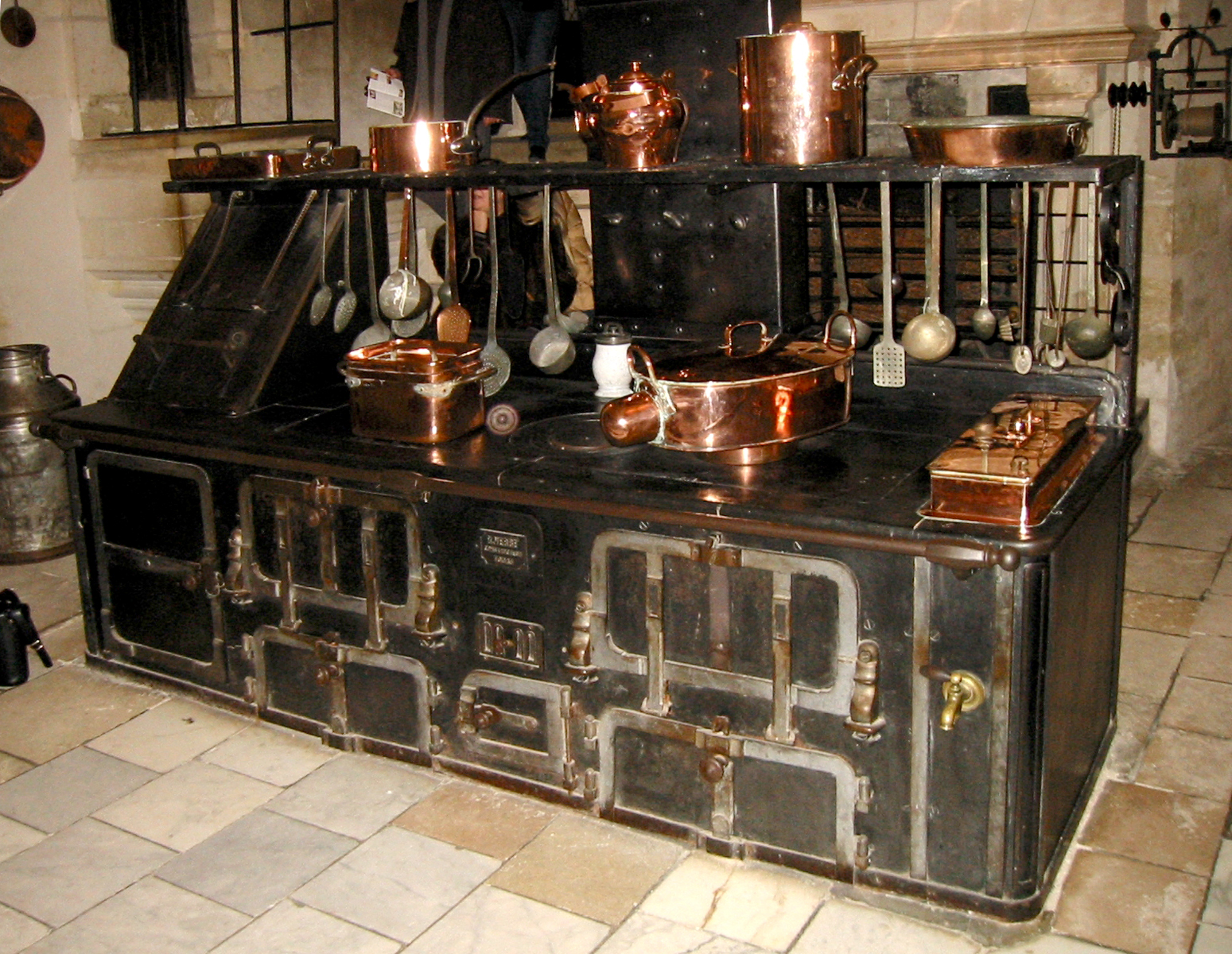
Fourneau à chauffe-eau intégré (réservoir sur la droite). Cuisine du château de Chenonceaux

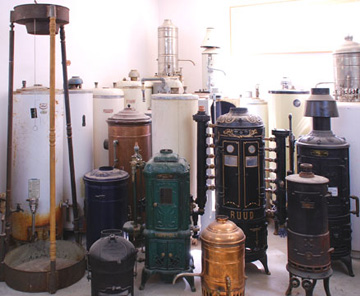
Exposition de chauffe-eau utilisé par le passé

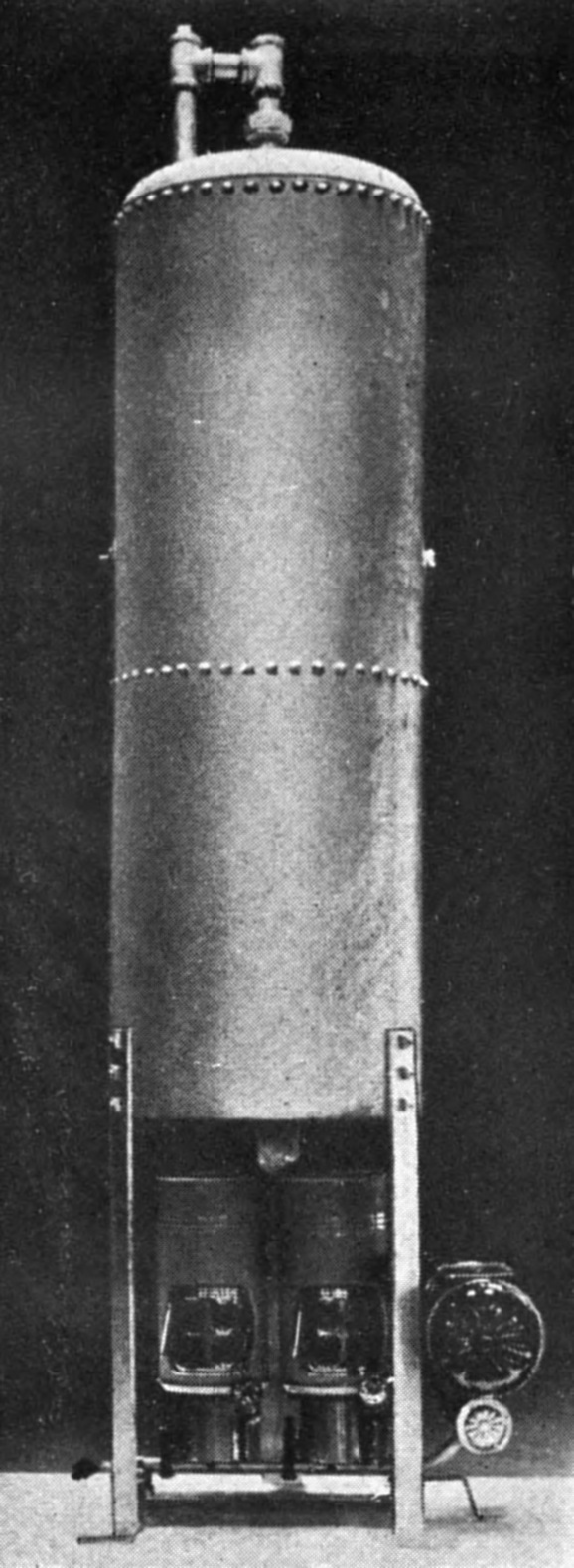
Chauffe-eau au kérosène, 1917

Bien que peu populaire en Amérique du Nord, un autre type de chauffe-eau développé en Europe a précédé le modèle à stockage. À Londres, en Angleterre, en 1868, un peintre nommé Benjamin Waddy Maughan a inventé le premier chauffe-eau domestique instantané qui n'utilisait pas de combustible solide. Nommé le geyser d'après une source thermale jaillissante islandaise, l'invention de Maughan a fait couler de l'eau froide au sommet au travers de tuyaux qui étaient chauffés par les gaz chauds d'un brûleur dans la partie basse. L'eau chaude ensuite coulait dans un évier ou une baignoire. L'invention était quelque peu dangereuse car il n'y avait pas de conduit pour évacuer les gaz chauffés hors la salle de bain. Un chauffe-eau est encore parfois appelé un geyser au Royaume-Uni.
L'invention de Maughn a influencé le travail d'un ingénieur mécanique norvégien nommé Edwin Ruud. Le premier storage tank-type gas water a été inventée vers 1889 par Ruud après son immigration à Pittsburgh, en Pennsylvanie (États-Unis). La Ruud Manufacturing Company, qui existe encore aujourd'hui, a fait de nombreux progrès dans la conception et l'exploitation de chauffe-eau type sans réservoir et type réservoir.

## Thermodynamique et économie

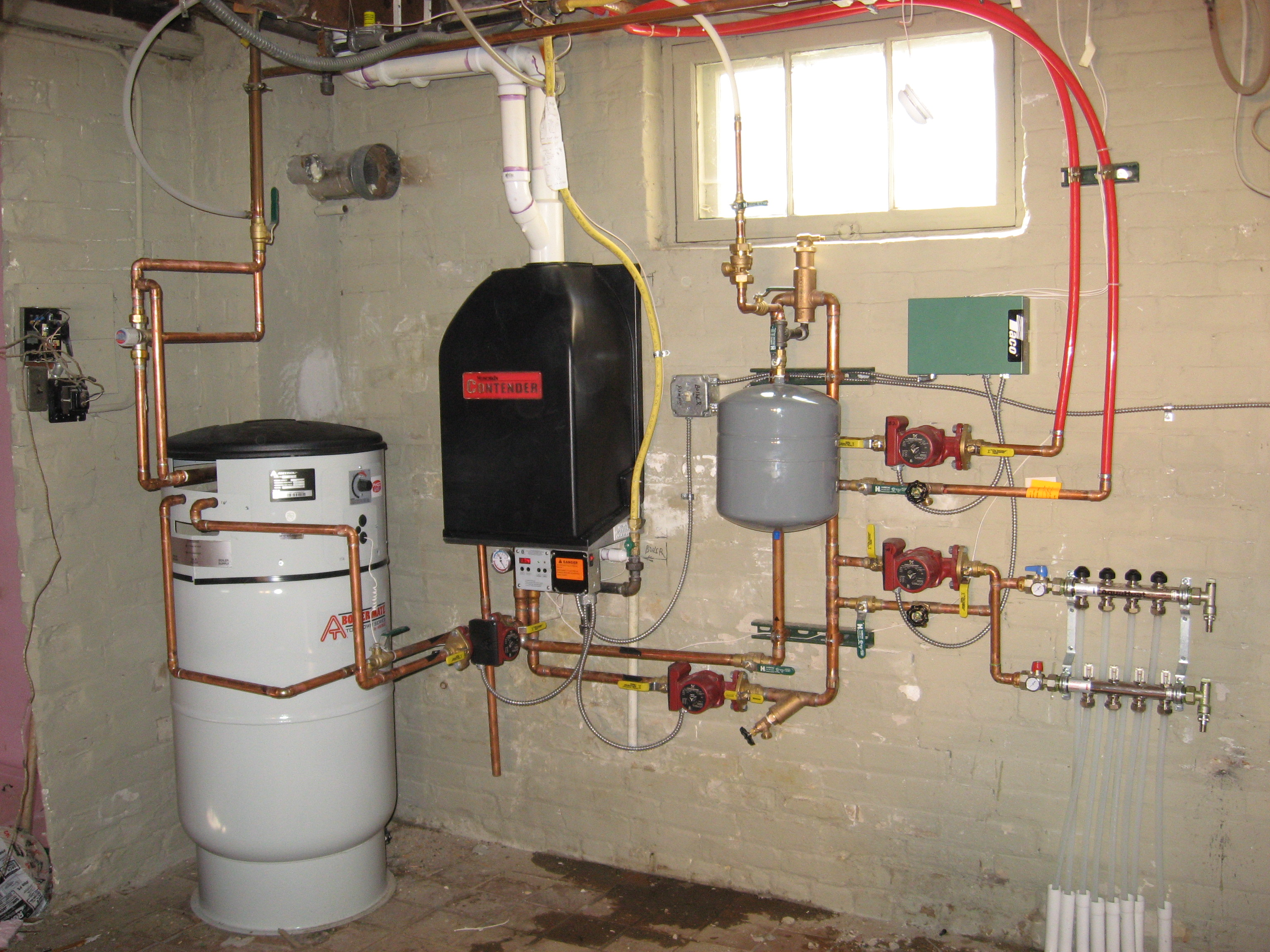
Chauffe-eau à condensation au gaz avec réservoir d'eau chaude (États-Unis)

### Aux États-Unis
L'eau pénètre généralement dans les résidences aux États-Unis à environ 10 °C (50 °F), selon la latitude et la saison. Les températures de l'eau chaude de 50 °C (50 °C) sont habituelles pour le lavage de la vaisselle, la lessive et la douche, ce qui nécessite un réchauffement de l'eau d'environ 40 °C (72 °F) si l'eau chaude est mélangée à de l'eau froide au point d'utilisation. Le Uniform Plumbing Code référence le débit de la douche à 2,5 gallons US (9,5 L) par minute. Les utilisations d'évier et de lave-vaisselle s'étendent de 1 à 3 gallons US (4 à 11 L) par minute.
Le gaz naturel aux États-Unis est mesuré en CCF (centum cubic feet), qui est converti en une unité d'énergie standardisée appelée thermie, qui équivaut à 100 000 unités thermiques britanniques (BTU). Un BTU est l'énergie nécessaire pour élever une livre d'eau d'un degré Fahrenheit. Un gallon américain d'eau pèse 8,3 livres (3,8 kg). Pour élever 60 gallons d'eau de 10 °C (50 °F) à 50 °C (122 °F), il faut 60 × 8,3 × (122 - 50) = 35 856 BTU, soit environ 0,359 CCF (35856⁄100000), à 88 % d'efficacité. Un chauffage de 157 000 BTU/h (par exemple dans un chauffe-eau instantané) prendrait 15,6 minutes pour le faire, avec une efficacité de 88 %. À 1 $ par thermie, le coût en gaz serait d'environ 41 cents US$.
En comparaison, un chauffe-eau électrique typique avec réservoir de 60 gallons a une puissance de 4 500 watt (15 355 BTU/h), qui à 100 % d'efficacité donne un temps de chauffage d'environ 2,34 heures. À 16 cents/kWh, l'électricité coûterait 1,68 $.
L'efficacité énergétique des chauffe-eau à usage résidentiel peut varier considérablement, particulièrement selon le fabricant et le modèle. Cependant, les appareils de chauffage électriques ont tendance à être légèrement plus efficaces (sans compter les pertes de la centrale et de réseau) avec une efficacité de récupération (recovery efficiency - efficacité avec laquelle l'énergie est transférée à l'eau) atteignant environ 98 %. Les appareils de chauffage au gaz ont une efficacité de récupération maximale de seulement 82-94 % (le reste est perdu avec les produits de combustion). Les facteurs énergétiques globaux peuvent atteindre des valeurs aussi faibles que 80 % pour les systèmes électriques et 50 % pour les systèmes au gaz. Les chauffe-eau au gaz naturel et au propane ayant un facteur énergétique de 62 % ou plus, ainsi que les chauffe-eau à réservoir électrique ayant des facteurs énergétiques de 93 % ou plus, sont considérés comme des appareils à haut rendement. Les chauffe-eau au gaz naturel et au propane homologués Energy Star (septembre 2010) ont un facteur énergétique de 67 % ou plus, généralement obtenu en utilisant une veilleuse intermittente en combinaison avec un registre de combustion automatique, des déflecteurs ou un système de ventilation. Les chauffe-eau réservoir à résistance électrique directe ne sont pas inclus dans le programme Energy Star, cependant, le programme Energy Star inclut les pompes à chaleur électriques avec des facteurs d'énergie de 200 % ou plus. Les chauffe-eau au instantanés gaz (à partir de 2015) doivent avoir un facteur énergétique de 90 % ou plus pour être qualifié Energy Star. Étant donné que la production d'électricité dans les centrales thermiques a une efficacité comprise entre 15 % et 55 % (turbine à gaz à cycle combiné), avec environ 40 % pour les centrales thermiques, le chauffage électrique à résistance directe peut être l'option la moins énergivore. Cependant, l'utilisation d'une pompe à chaleur peut rendre les chauffe-eau électriques beaucoup plus économes en énergie et entraîner une diminution des émissions de dioxyde de carbone, d'autant plus si une source d'électricité à faible teneur en carbone est utilisée.
Malheureusement, il faut beaucoup d'énergie pour chauffer l'eau, comme on peut en faire l'expérience en attendant de faire bouillir un gallon d'eau sur un poêle. Pour cette raison, les chauffe-eau instantanés nécessitent une forte puissante. En comparaison, une prise électrique murale nominale de 120 V et de 15 ampères ne produit suffisamment d'énergie que pour chauffer une quantité d'eau décevante: environ 0,17 gallon US (0,64 l) par minute pour une élévation de température de 40 °C (72 °F).

#### Exigences minimales aux États-Unis
Le 16 avril 2015, dans le cadre du National Appliance Energy Conservation Act (NAECA, Loi nationale sur la conservation de l'énergie des appareils ménagers), de nouvelles normes minimales pour l'efficacité des chauffe-eau résidentiels ont été établies par le département de l'Énergie des États-Unis et sont entrées en vigueur. Tous les nouveaux chauffe-eau à réservoir au gaz d'une capacité inférieure à 55 gallons US (210 l) vendus aux États-Unis en 2015 ou après doivent avoir un facteur énergétique d'au moins 60 % (pour les unités de 50 gallons US, plus élevées pour les petites unités), ont augmenté par rapport à la norme minimale de 58 % d'avant 2015 pour les unités de gaz de 50 gallons US. Les chauffe-eau à réservoir électrique d'une capacité inférieure à 55 gallons américains vendus aux États-Unis doivent avoir un facteur énergétique d'au moins 95 %, supérieur à la norme minimale de 90 % d'avant 2015 pour les appareils électriques de 50 gallons américains.
Selon la norme de 2015, pour la première fois, les chauffe-eau à accumulation d'une capacité de 55 gallons américains ou plus sont maintenant soumis à des exigences d'efficacité plus strictes que celles de 50 gallons américains ou moins. Selon la norme d'avant 2015, un chauffe-eau à accumulation de gaz de 75 gallons US (280 l) avec un apport nominal de 75000 unités thermiques britanniques (79 000 kJ) ou moins pouvait avoir un facteur énergétique aussi bas que 53 %, tandis que selon la norme de 2015, le facteur énergétique minimal pour un chauffe-eau à réservoir de gaz de 75 gallons US est maintenant de 74 %, ce qui ne peut être réalisé qu'en utilisant la technologie à condensation. Les chauffe-eau à accumulation d'une puissance nominale de 75 000 btu ou plus ne sont actuellement pas touchés par ces exigences, car le facteur énergétique n'est pas défini pour ces appareils. Un chauffe-eau électrique à réservoir de stockage de 80 gallons américains (300 l) a pu avoir un facteur énergétique minimal de 86 % selon la norme d'avant 2015, tandis que selon la norme de 2015, le facteur énergétique minimal pour un chauffe-eau électrique à réservoir de stockage de 80 gallons est maintenant 197 %, qui est seulement possible avec la technologie de pompe à chaleur. Cette cote mesure l'efficacité au point d'utilisation. Selon la façon dont l'électricité est produite, l'efficacité globale peut être beaucoup plus faible. Par exemple, dans une centrale à charbon traditionnelle, seulement environ 30-35 % de l'énergie du charbon finit comme électricité à l'autre bout du générateur. Les pertes sur le réseau électrique (y compris les pertes de ligne électrique et les pertes de transformation de tension) réduisent davantage l'efficacité électrique. Selon les données de l'Energy Information Administration, les pertes de transport et de distribution en 2005 ont consommé 6,1 % de la production nette. En revanche, 90 % de la valeur énergétique du gaz naturel est livrée au consommateur (Dans aucun de ces cas, l'énergie dépensée pour explorer, développer et extraire les ressources de charbon ou de gaz naturel n'est incluses dans les nombres d'efficacité indiqués.) Les chauffe-eau sans réservoir doivent avoir un facteur énergétique de 82 % ou plus selon les normes de 2015 de la norme Energy Star d'avant 2015.

## Sécurité du chauffe-eau

### Risque d'explosion

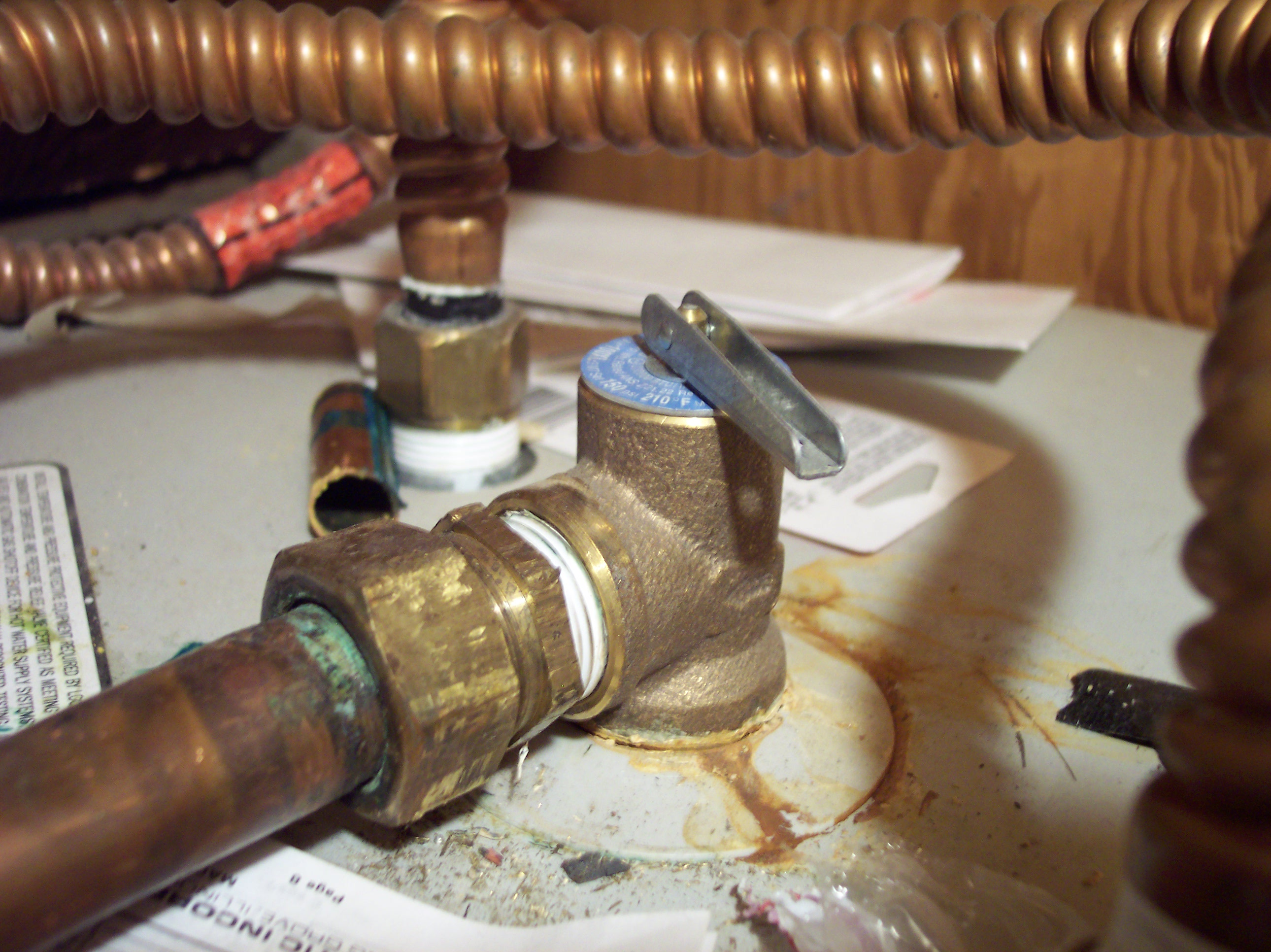
Soupape de sûreté de température / pression installée au-dessus d'un chauffe-eau de réservoir (US)

Les chauffe-eau peuvent potentiellement exploser et causer des dommages importants, des blessures ou la mort si certains dispositifs de sécurité ne sont pas installés. Un dispositif de sécurité appelé « soupape de sécurité » ou « groupe de sécurité » (en anglais, temperature and pressure relief T&P ou TPR, soupape de décharge de température et de pression) est normalement installé sur le dessus du chauffe-eau pour évacuer l'eau si la température ou la pression deviennent trop élevées. La plupart des codes de plomberie exigent qu'un tuyau de décharge soit raccordé à la vanne, pour diriger le flux d'eau chaude évacuée vers un drain, généralement un siphon de sol situé à proximité, ou à l'extérieur de l'espace habitable. Certains codes de construction permettent à la conduite d'évacuation de se terminer dans le garage.
Si un chauffe-eau au gaz ou au propane est installé dans un garage ou un sous-sol, de nombreux codes de plomberie exigent qu'il soit surélevé d'au moins 46 cm (18 pouces) au-dessus du plancher pour réduire le risque d'incendie ou d'explosion en cas de déversement ou de fuite de liquides combustibles dans le garage. De plus, certains codes locaux exigent que les appareils de chauffage à réservoir dans les installations neuves et rénovées soient fixés à un mur adjacent par une sangle ou une ancre pour éviter de renverser et de casser les conduites d'eau et de gaz en cas de tremblement de terre.
Pour les maisons plus anciennes où le chauffe-eau fait partie de la chaudière de chauffage, et lorsque les codes de plomberie le permettent, certains plombiers installent une fermeture de gaz automatique (comme la « Watts 210 ») en plus d'une soupape TPR. Lorsque l'appareil détecte que la température atteint 99 °C (210 °F), il coupe l'alimentation en gaz et empêche toute nouvelle chauffe[réf. nécessaire]. De plus, un vase d'expansion ou une soupape de surpression extérieure doit être installé pour empêcher l'accumulation de pression dans la tuyauterie à cause de la rupture des tuyaux, des vannes ou du chauffe-eau.

### Ébouillantage (brûlures)

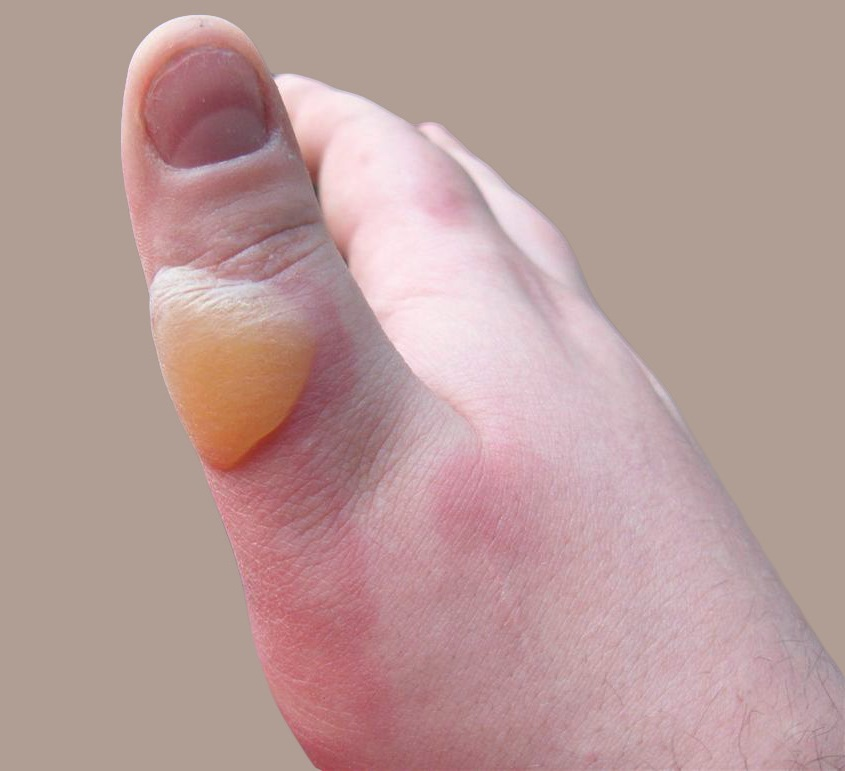
Blessures consécutives à un ébouillantage de la main droite

L'ébouillantage est une préoccupation sérieuse avec n'importe quel eau chaude dont celle des chauffe-eau. La peau humaine brûle rapidement à haute température, en moins de 5 secondes à 60 °C (140 °F), mais beaucoup plus lentement à 53 °C (127 °F) - cela prend une minute entière pour une brûlure au deuxième degré. Les personnes âgées et les enfants sont souvent victimes d'ébouillantage graves en raison de handicaps ou de temps de réaction lents. Aux États-Unis et ailleurs, il est courant d'installer une vanne thermostatique (tempering valve) à la sortie du chauffe-eau. Le résultat du mélange d'eau chaude et d'eau froide via une vanne thermostatique est appelé "eau tempérée" (tempered water).
Une vanne thermostatique mélange suffisamment d'eau froide avec l'eau chaude du chauffe-eau pour maintenir la température de l'eau sortante à une température plus modérée, souvent réglée à 50 °C (122 °F). Sans soupape thermostatique, la réduction de température de consigne (temperature setpoint) du chauffe-eau est la façon la plus directe de réduire les brûlures. Cependant, pour une installation sanitaire, l'eau chaude est nécessaire à une température qui peut causer des brûlures. Ceci peut être accompli en utilisant un chauffage supplémentaire, dans un appareil qui nécessite de l'eau plus chaude. La plupart des machines à laver et lave-vaisselles résidentiels, par exemple, comprennent un élément chauffant électrique interne pour augmenter la température de l'eau au-dessus de celle fournie par un chauffe-eau domestique.

### La contamination bactérienne

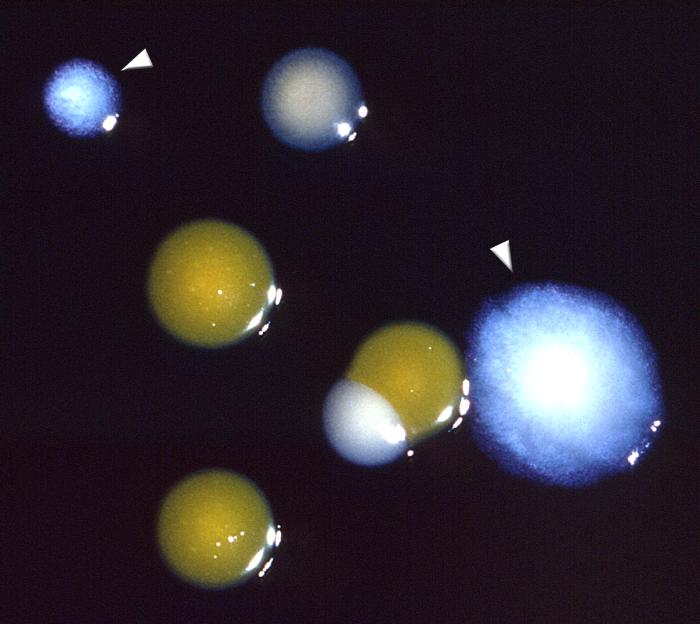
Colonies bactériennes de Legionella pneumophila (Indiquées par des flèches)

Deux problèmes de sécurité contradictoires affectent la température du chauffe-eau: le risque d'ébouillantage pour une eau trop chaude supérieure à 55 °C et le risque d'incubation de colonies bactériennes, en particulier de legionella, dans une eau insuffisamment chaude pour les tuer. Les deux risques sont potentiellement mortels et sont équilibrés en réglant le thermostat du chauffe-eau à 55 °C 131 °F. Les directives européennes pour le contrôle et la prévention de la « maladie des légionnaires » associés au voyage (European Guidelines for Control and Prevention of Travel Associated Legionnaires’ Disease), recommande que l'eau chaude soit stockée à 60 °C 140 °F et distribuée de manière à atteindre une température d'au moins 50 °C et de préférence 55 °C (131 °F) en une minute aux points d'utilisation.
S'il y a un lave-vaisselle sans surchauffeur, il peut nécessiter une température de l'eau comprise entre 57 et 60 °C (135-140 °F) pour un nettoyage optimal, mais des soupapes de réglage de température ne dépassant pas 55 °C 131 °F peuvent être appliqué aux robinets pour éviter les brûlures. Des températures de réservoir supérieures à 60 °C 140 °F peuvent produire des dépôts de calcaire, qui pourraient plus tard abriter des bactéries, dans le réservoir d'eau. Des températures plus élevées peuvent également augmenter l'usure par grattage de la verrerie dans le lave-vaisselle.
Les thermostats de réservoir ne sont pas un guide fiable de la température interne du réservoir. Les réservoirs d'eau alimentés au gaz peuvent ne pas présenter d'étalonnage de température. Un thermostat électrique indique la température à l'altitude du thermostat, mais l'eau plus basse dans le réservoir peut être considérablement plus froide. Un thermomètre de sortie est une meilleure indication de la température de l'eau.
Dans le secteur des énergies renouvelables (pompes solaires et thermiques, en particulier), le conflit entre le contrôle thermique quotidien des légionelles et les températures élevées, susceptibles de faire chuter la performance du système, fait l'objet de vifs débats. Dans un document sollicitant une dérogation verte aux normes de sécurité de la légionellose, le comité technique européen TC 312 du Comité européen de normalisation affirme qu'une baisse de performance de 50 % se produirait si les systèmes de chauffe-eau solaires étaient chauffés quotidiennement à la base. Cependant, certains travaux d'analyse de simulateurs solaires utilisant Polysun 5 suggèrent qu'une pénalité d'énergie de 11 % est un chiffre plus probable. Quel que soit le contexte, les exigences en matière d'efficacité énergétique et de sécurité contre l'ébouillantement vont dans le sens d'une température de l'eau considérablement plus basse que celle de la pasteurisation de la légionellose, température d'environ 60 °C[réf. nécessaire]
Cependant, les légionelles peuvent être contrôlées facilement et en toute sécurité grâce à de bons protocoles de conception et d'ingénierie. Par exemple, augmenter la température des chauffe-eau une fois par jour ou même une fois tous les quelques jours à 55 °C 131 °F dans la partie la plus froide du chauffe-eau pendant 30 minutes permet de contrôler efficacement les légionelles. Dans tous les cas et en particulier dans les applications économes en énergie, la maladie des légionnaires est le plus souvent le résultat de problèmes de conception technique qui ne prennent pas en compte l'impact de la stratification ou du faible débit[réf. nécessaire]
Il est également possible de contrôler les risques de Legionella par un traitement chimique de l'eau. Cette technique permet de maintenir des températures d'eau plus basses dans la tuyauterie sans risque de légionelle associé. L'avantage de températures de tuyau inférieures est que le taux de perte de chaleur est réduit et donc la consommation d'énergie est réduite.

## Formules thermodynamiques

### Formule de Vandjour[15]
Cette équation linéaire calcule le temps d’élévation de la température d’un volume d’eau défini, selon la puissance électrique fournie, dans un système sous pression constante de 1 atmosphère (1013,25 hectopascals) et parfaitement isolé (isothermique).
L'utilisation de cette formule est couramment exploitée dans le domaine de la piscine et du spa.
{\displaystyle T=1.1625.V.\vartriangle t/P}
{\displaystyle T} = Temps en heure,
{\displaystyle V} = Volume d’eau en {\displaystyle m^{3}},
{\displaystyle \vartriangle t} = Température finale (à atteindre) en degrés Celsius - Température initiale (de départ) en degrés Celcius, soit la différence positive des deux températures,
{\displaystyle P} = Puissance du réchauffeur en kW (kilowatt).